# Пайбер, Брандон
Брандон Диего Пайбер (англ. и исп. Brandon Diego Paiber; 5 июня 1995, Пилар, Буэнос-Айрес ,Аргентина) — мальтийский футболист аргентинского происхождения, полузащитник клуба «Валлетта» и сборной Мальты.

## Биография

### Клубная карьера
Родился в 1995 году в Аргентине, в семье футболиста Сесара Пайбера. В детстве провёл несколько лет на Мальте, где выступал его отец.
Начинал играть на взрослом уровне в клубах низших лиг Аргентины. В январе 2017 года подписал контракт с мальтийским клубом «Хамрун Спартанс», где за полгода сыграл 10 матчей и забил 2 гола в чемпионате Мальты. Летом того же года ненадолго вернулся в Аргентину, в клуб третьего дивизиона «Комуникасьонес». В 2018 году вновь отправился на Мальту и в начале сезона 2018/19 выступал за клуб первой лиги «Санта-Лучия». Во второй части сезона на правах аренды перешёл в клуб высшей лиги «Флориана». После окончания аренды подписал с клубом полноценный контракт. В сезоне 2019/20 провёл за команду 16 матчей и забил 3 гола. После 20 туров занимал с командой первое место в лиге и после досрочного завершения чемпионата в связи с пандемией COVID-19 стал чемпионом Мальты.

### Карьера в сборной
15 ноября 2019 года дебютировал за сборную Мальты, отыграв весь матч в рамках отборочного турнира чемпионата Европы 2020 против сборной Испании (0:7).

## Достижения
«Флориана»
- Чемпион Мальты: 2019/20